# Battiato non Battiato
Battiato non Battiato è un album tributo a Franco Battiato, pubblicato nel 1996 dall'etichetta discografica Cyclope Records di Francesco Virlinzi.

## Il disco
Il disco è stato masterizzato da Antonio Baglio, mentre la grafica è stata curata da Carmelo Bongiorno e Laura Ruggeri.

## Tracce
Testi Franco Battiato, tranne dove indicato. Musiche Battiato-Giusto Pio.
1. Mario Venuti - E ti vengo a cercare (Battiato)- 3:53
2. Carmen Consoli - L'animale (Battiato)- 3:52
3. Luca Madonia - Summer on a solitary beach (Battiato-Pio)- 3:47
4. Üstmamò - Sentimiento nuevo (Battiato-Pio)- 5:12
5. C.S.I. - E ti vengo a cercare (Battiato)- 6:44
6. Brando - Centro di gravità permanente (Battiato-Pio)- 3:56
7. Flor de Mal - Bandiera bianca (Battiato-Pio)- 4:43
8. Yo Yo Mundi - Il re del mondo (Battiato-Pio)- 3:09
9. Kaballà - Voglio vederti danzare (Battiato-Pio)- 4:42
10. La Crus - Breve invito a rinviare il suicidio (Sgalambro-Battiato)- 3:13
11. Disciplinatha - Up patriots to arms (Battiato-Pio)- 4:53
12. Lula - Caffè de la Paix (Battiato)- 4:37
13. Nada Trio - Venezia-Istanbul (Battiato-Pio)- 6:57
14. Nuovi Briganti - New Frontiers (Battiato-Pio)- 3:21
15. Bluvertigo - Prospettiva Nevski (Battiato-Pio)- 5:42
16. De-Mo - Segnali di vita (Battiato-Pio)- 4:02